# ブゼック＝カップ＝シザン
ブゼック＝カップ＝シザン （Beuzec-Cap-Sizun、ブルトン語:Beuzeg-ar-C'hab）は、フランス、ブルターニュ地域圏、フィニステール県のコミューン。

## 地理

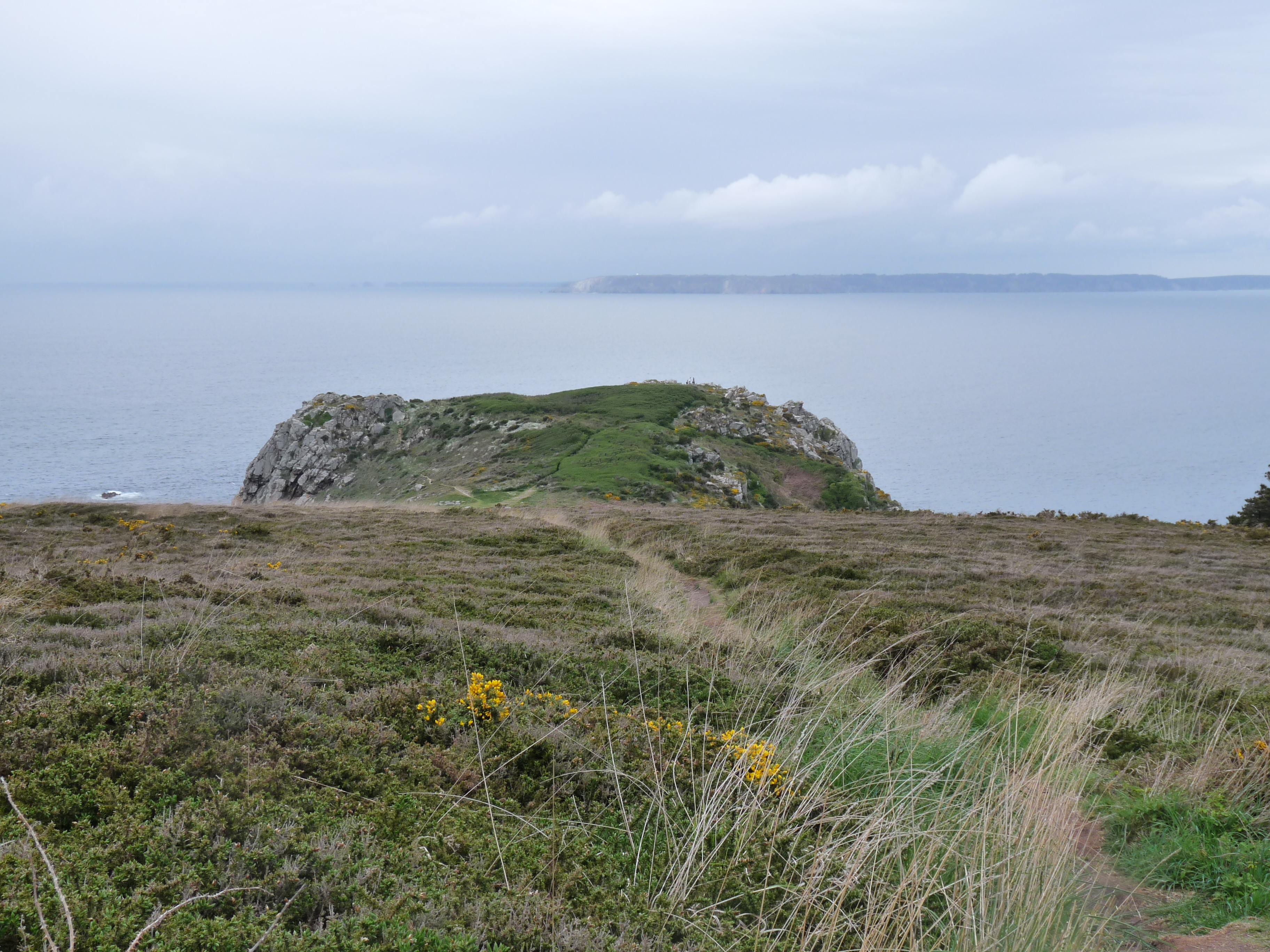
カステル・コズのオッピドゥム跡。遠方はクロゾンのシェーヴル岬

ブゼック＝カップ＝シザンはカップ＝シザンの北岸に位置し、ドゥアルヌネ湾に面している。クロゾンに属するシェーヴル岬と向かい合っている。

## 歴史
ブゼックとは人名のBudocからきている。Budocとは、教区の創設者である聖ビュドックにちなむ。ノートルダム・ド・ラ・クラルテ教区教会は、聖ビュドックにも捧げられている。
ブゼック＝カップ＝シザンの教区は、アルモリカの古い教区であったプロゴフ教区解体後に成立した。
フランス革命以前、教区はカンペール司教区に属し、小教区を含めていた。現在のポン＝クロワである。

## 人口統計
| 1962年 | 1968年 | 1975年 | 1982年 | 1990年 | 1999年 | 2006年 | 2010年 |
| ------ | ------ | ------ | ------ | ------ | ------ | ------ | ------ |
| 1539   | 1420   | 1318   | 1307   | 1181   | 1037   | 1074   | 1064   |

参照元:1999年までEHESS、2000年以降INSEE

## 史跡
- ミリエ灯台 - ミリエ岬にたつ灯台と住居を兼ねた建物。
- 聖コノガンのボート - 実際は倒れたメンヒルである。
- ケルバラレックの長いドルメン
- ノートルダム・ド・ラ・クラルテ教区教会

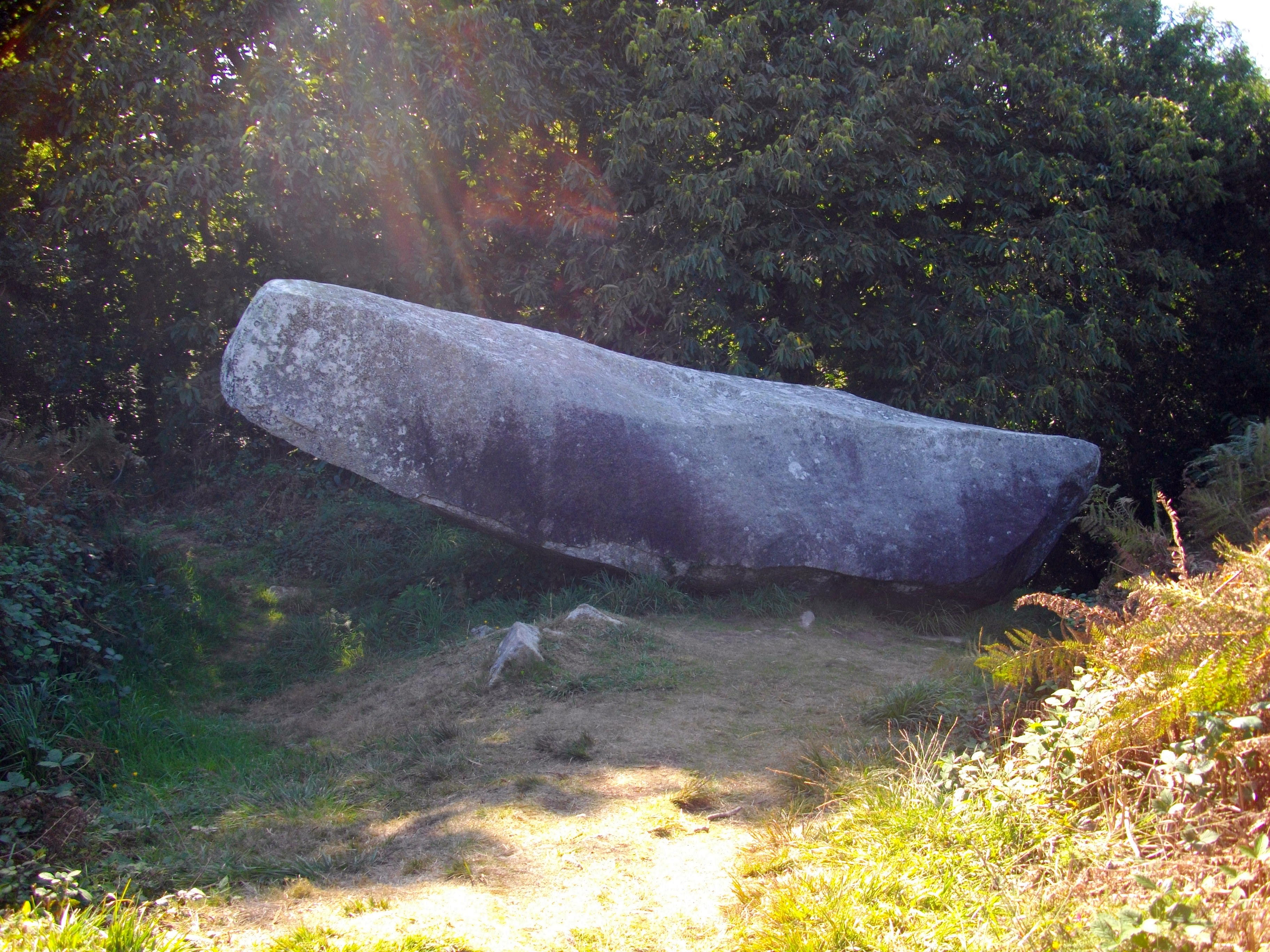
聖コノガンのボート
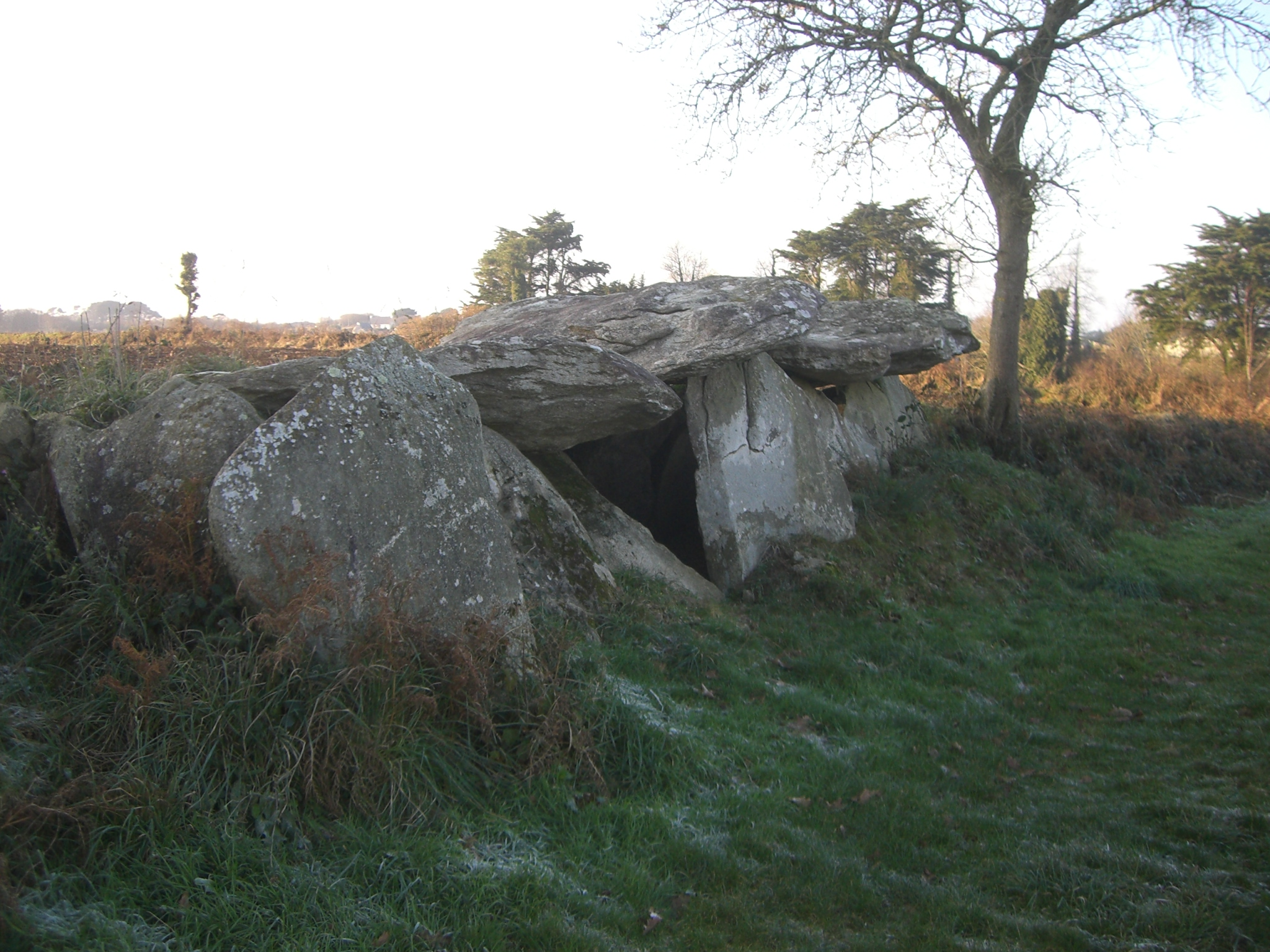
長いドルメン
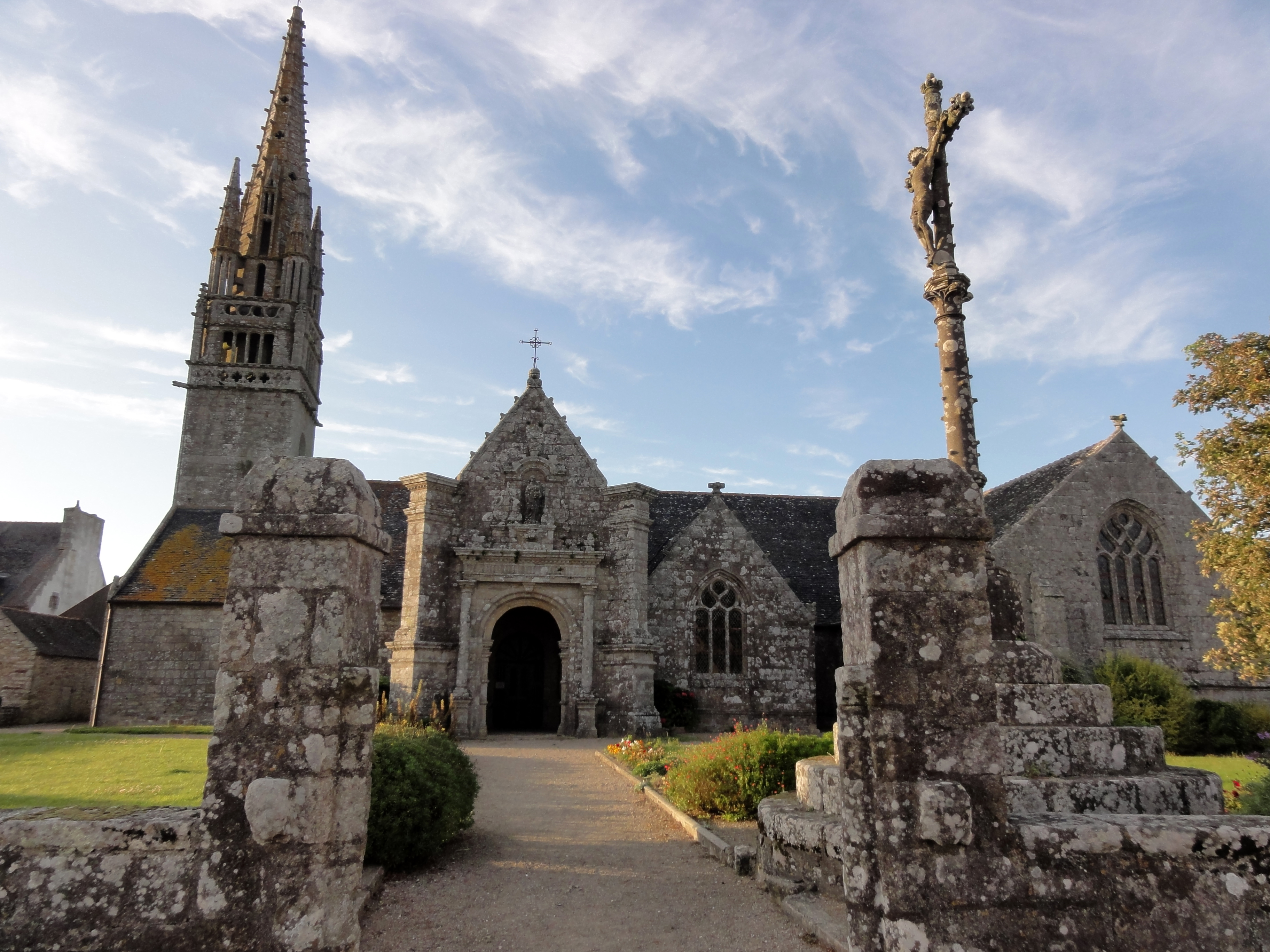
教区教会